# Geoff Johns
Geoff Johns (Detroit, 25 gennaio 1973) è un fumettista, sceneggiatore, produttore cinematografico e televisivo statunitense.
Dopo aver esordito nel mondo dell'entertainment come collaboratore di Richard Donner, Geoff vuole perseguire il suo obbiettivo di lavorare nel mondo dei comics dove ha modo di esordire con la DC in seguito all'approvazione di lavorare su un progetto sul personaggio di Courtney Whitemore con l'albo Stars and Stripe e facendosi poi notare con un rilancio di successo per la storica serie JSA. 
Con l'insediamento del presidente Diane Nelson (2009) ottiene ruoli sempre più importanti anche a livello manageriale, che lo portano ad essere co-presidente e direttore creativo responsabile della DC Comics. È noto per i suoi lavori su personaggi come Lanterna Verde, Aquaman, Flash e Superman, e per il suo lavoro sulle serie televisive Smallville, Arrow e Flash.
L'esperienza maturata in campo cinematografica lo porta a svolgere un ruolo importante come supervisore e sceneggiatore della DC Films, branca della Warner Bros. responsabile della creazione di un universo cinematografico basato sui super eroi DC (denominato DC Extended Universe). Negli anni successivi il suo ruolo viene però progressivamente ridimensionato e le sue cariche manageriali vengono abolite nel 2018 con l'acquisizione della Warner Bros. da parte del colosso delle telecomunicazioni AT&T (di cui DC Comics è una sussidiaria) e con la nomina della nuova presidente Pam Lifford. Di fatto torna a ricoprire l'incarico di scrittore di fumetti e co-sceneggiatore di alcuni lungometraggi cinematografici. Vedendosi ridurre ulteriormente la libertà creativa e la sua importanza all'interno della nuova corporation multimediale, con la scissione del contratto esclusivo con DC e Warner Media, a partire dal 2020 decide di tornare a lavorare per il fumetto indipendente, principalmente con la Image Comics.

## Carriera

### Gli esordi
Dopo il diploma alla Scuola di Clarkston nel 1991, studia arti multimediali, sceneggiatura, produzione di film e teoria del cinema presso la Michigan State University. Dopo la laurea nel 1995, Johns si trasferisce a Los Angeles, dove diventa assistente del regista e produttore cinematografico Richard Donner (autore de I Goonies e dei primi due film di Superman): per caso la sua telefonata viene passata a Donner in persona e la conversazione porta al tirocinio richiesto. Johns inizia con uno script e dopo circa due mesi viene assunto come assistente di produzione.
Mentre è al lavoro sulla produzione di Donner per il film Ipotesi di complotto, nel 1997, incontra a New York Eddie Berganza, manager della DC Comics, riaccendendo il suo interesse dell'infanzia nei fumetti. Comincia a scrivere per la DC Comics con Star Spangled Comics n. 1 (1999), one-shot disegnato da Chris Weston legato al ritorno della Justice Society (in italiano sul volume Planeta DeAgostini Il ritorno della JSA). L'incarico successivo di Johns è la serie Stars and S.T.R.I.P.E., che narra le avventure della seconda Star-Spangled Kid alias Courtney Whitmore e il suo patrigno, Pat Dugan alias Stripesy, sidekick dell'originale Star Splanged Kid, che durante questa serie si crea un'armatura/robot e viene ribattezzato S.T.R.I.P.E.
Johns per la protagonista della sua serie si ispira alla sorella, scomparsa in un incidente aereo nel 1996. Grazie all'esperienza e alla lungimiranza di Paul Levitz (collaboratore del presidente Khan di cui è il successore dopo il 2002), nel nuovo autore riconosce le potenzialità necessarie a un grande autore e gli affida la serie regolare Stars & S.T.R.I.P.E (dal luglio 1999) che dura per 16 numeri e ottiene il clamore della critica. Nella realizzazione è coadiuvato ai disegni (per la maggior parte degli albi) da Lee Moder. Infine arriva a collegare Courtney all'eredità editoriale di un altro personaggio storico della DC, quale  Starman facendole assumere il nome di Stargirl e inserendola poi nella nuova Justice Society of Amarica. Nel 2009 la Planeta DeAgostini ha pubblicato un volume con tutti gli episodi della serie dal titolo Universo DC: Stars & Stripe.
Nello stesso anno co-scrive insieme a Ben Raab, la miniserie dedicata a Beast Boy, disegnata da Justiniano: sempre insieme a Raab scrive un annual dei Titans, disegnato da Justiniano e Rick Mays, e una storia breve su Legends Of DC Universe 80 Page Giant. Qui Geoff mostra ancora la capacità e la passione nel saper rivalutare classici e meno conosciuti personaggi del vasto Universo DC, elemento che lo accomuna al neo presidente Paul Levitz 
Uno dei suoi primi lavori di rilievo è anche il crossover Day Of Judgement (pubblicato da Planeta deAgostini nel nono volume della collana DC Saga).

### Affermazione con DC Comics (dal 2000)
Johns riesce a far valere le sue capacità come scrittore e come grande appassionato della storia dei comics di genere super eroe nel momento in cu la DC con il rilancio della storica Justice Society of America a fine anni novanta. Inizialmente la serie è affidata a 2 collaudatori autori quali James Robinson e David Goyer che insieme costruiscono il nuovo team e imbastiscono il primo arco narrativo, gli albi dal n.1 al n.6 (agosto 1999-gennaio 2000). A partire dal n.7 Johns affianca Goyer come collaboratore e supporto nella stesura dei testi. Dopo poco più di un anno di pubblicazioni la serie perde progressivamente lettori e tra gli editor comincia a confermarsi il dubbio che un team di questo tipo poteva funzionare durante la Golden Age ma ora la Justice League e altri gruppi più recenti hanno preso la ribalta. C'è bisogno di idee per salvare la JSA e Johns ha l'idea di rilanciare lo storico Hawkman in un arco narrativo di 3 albi nel 2001 cercando di proporre una retcon del personaggio e ne aggiornasse alcuni elementi. Sorprendentemente l'operazione ha un successo inaspettato che porta poi al lancio di una serie regolare sul personaggio. Qui Johns mostra una capacità di rivitalizzazione di storici eroi al pari di quanto fatto da James Robinson su Starman. La serie non viene cancellata e l'autore riesce a convincere gli editor a sviluppare speciali iniziative editoriali che riportino l'attenzione del mercato e dei lettori su un super team che ha ormai un'ineguagliabile storia editoriale. Nel dicembre 2002 realizza insieme a Goyer il primo graphic novel della storia editoriale del gruppo, dal titolo JLA/JSA: Virtue and Vice riproponendo lo storico team-up con la Lega della Giustizia che aveva caratterizzato i crossover della Silver Age. Tra il 2003 e il 2004 realizza la miniserie di otto albi JSA: All Stars. Entrambe le opere sono scritte e curate con una qualità superiore alla media e da cui emerge la passione dell'autore per questi personaggi. La loro distribuzione rafforza le vendite anche della serie regolare che si inserisce stabilmente tra le pubblicazioni dell'Universo DC. Per Johns inizia un lunghissimo periodo che lo lega al supergruppo della Golden Age per dieci anni, in cui collabora con vari disegnatori come Steve Stadowski, Leonard Kirk e Don Kramer. Insieme con Robinson, Johns scrive anche lo special Sins of Youth: Starwoman and the JSA Jr. Dopo che Goyer si è preso una pausa da principale scrittore della JSA tra il 2001 e il 2002 (nn.26-31), abbandona definitivamente il titolo con il n.51 (ottobre 2003). Gli editor affidano senza indugi le redini della serie a Johns che avendo più libertà e la piena fiducia dello stesso presidente Paul Levitz, può sviluppare le sue idee per lo storico gruppo alzando ulteriormente la qualità delle storie, premiate da un aumento delle vendite della serie. La prima importante story-line è Black Reign (nn.56-58) che presenta un crossover alla serie Hawkamn (scritta dalla stesso autore). Su quest'ultima Johns riesce a ridare coerenza narrativa alla continuity di un personaggio che ha avuto nel corso di decenni di vita editoriale, creando una serie che trova un positivo riscontro tra i lettori e un successo di cui l'eroe alato non godeva dai tempi della Golden Age. Johns ne rimane alle redini per 25 albi. L'importanza di Black Reign risiede nel fatto che riporta in auge un super villain quale Black Adam, nemesi si Shazam!, altro personaggio su cui l'autore vuole riportare attenzione e centralità all'interno dell'Universo Marvel dopo il tentativo di Jerry Ordway negli anni novanta. Questo lo dimostrerà nella costruzione della versione attualmente canonica dello storico Capitan Marvel/Billy Batson ovvero quella inserita nell'attuale Universo DC. Si tratta della continuity dell'Uiverso DC che include le serie super eroistiche pubblicate dal 2011 (il terzo Multiverso DC). Attraverso la serie JSA Johns riesce a ripristinare e ricostruire un'importante componente della continuty della DC e di alcuni suoi storici personaggi, elemento che aumenteranno la sua valutazione tra i ranghi creativi della casa editrice iniziando ad aprire quella che sarà la su carriera come direttore creativo e sceneggiatore dei prodotti multimediali del gruppo Warner Bros. collegati alla DC. Un ulteriore impulso nelle vendite avviene nel momento in cui il celebre illustratore Alex Ross realizza una serie di cover che riguardano i nn.68-69 e i nn.73-81 (tra il 2005 e il 2006). Su JSA il suo ciclo di storie si conclude cn il n.77 (novembre 2005), ma ritorna per il rilancio della serie nel 2007 col titolo Justice Society of America dando un ulteriore propulsione alle vendite. La nuova serie, diretto sequel della precedente, gode di un debutto composto da un team di creatori tra i best seller DC. Oltre ad avere un ormai affermato Johns ai testi, i disegni sono affidati a Dale Eaglesham e le copertine sono di Alex Ross. La serie presenta diversi collegamenti ad un'opera seminale quale Kingdom Come. Qui Johns introduce come nemesi Gog, presentandone le origini e i suoi esordi nel DC Universe. Il personaggio è destinato a divenire colui che porterà all'arrivo di Magog il villain al centro della saga sul futuro alternativo creato da Waid e Ross. Si lascia quindi intendere che la storia narrata in Kingdome Come non è il consueto Elseworld ma diviene una possibile realtà futura dell'Universo DC. L'ultimo albo della serie di Johns è il n.26 del 2009. Da notare che quando Johns inizia a collaborare alla serie JSA è ancora un autore semi sconosciuto ma alla fine del suo lungo ciclo di storie si è consolidato come top-writer arrivando nel frattempo a riportare al successo Green Lantern e avendo realizzato uno dei più importanti universe-wide crossover quale Infinite Crisis con il quale ha ridefinito l'Universo DC.
Nello stesso anno in cui inizia la sua collaborazione per la serie JSA, la DC gli affida una serie in crisi di idee e di vendite ma legata ad un'icona della casa editrice ovvero Flash, qui nella sua incarnazione come Wally West, personaggio portato alla ribalta delle vendite e della critica da Mark Waid negli anni novanta ma ora in declino. L'editor Joey Cavalieri, azzardando, gli affida la serie regolare a partire dal n.164 (settembre 2000) Si tratta di uno dei personaggi preferiti dello scrittore, che ne scrive la storie dal numero 164 fino al 225, segnato dalla lunga collaborazione con Scott Kolins di cui ne è il disegnatore dal 170 al 200. Johns riesce a ridare una nuova vena creativa al Velocista Scarlatto anche grazie al fatto che gli viene data una certa libertà editoriale considerando che la serie è a rischio cancellazione. Johns inizia il suo run con una storia in 6 parti che cambia la status quo del protagonista che si ritrova privo del suo legame con la Speed Force e in un realtà dove non è mai esistito. Il successo che riesce a ottenere lo porta a restare alle redini della serie fino al n.225 (ottobre 2005), rivalutando la storia decennale di Flash e ristabilendo l'importanza delle sue nemesi storiche. Il buon riscontro ottenuto porterà editor DC a supportare il sogno di Johns di resuscitare e ripristinare Barry Allen come il Flash del DC Universe.

### Marvel Comics
In quest'anno Johns collabora anche con la Marvel Comics; per la Casa delle Idee, scrive The Avengers e tre miniserie:
- The Thing, con protagonista la Cosa dei Fantastici Quattro, in cui collabora di nuovo con Scott Kolins;
- Vision, con protagonista l'androide dei Vendicatori, disegni di Ivan Reis;
- Morlocks, disegnato da Shawn Martinbrough.

### Il ritorno alla DC Comics
Nel 2002 Johns torna stabilmente alla DC Comics, per la quale cura il rilancio della serie di Hawkman, e nel 2003 rilancia insieme al disegnatore Mike McKone la serie dei Teen Titans; la serie nasce dalle ceneri di Titans e Young Justice e ha come protagonisti sia vecchi Titani (come Starfire, Cyborg e Beast Boy) che nuove leve (come il terzo Robin, Superboy, la nuova Wonder Girl ed Impulso, che in questa serie diventa il nuovo Kid Flash). Johns scriverà la serie per 47 numeri.

### Esclusiva DC
Nel 2004 Johns firma un contratto in esclusiva per la DC Comics e inizia a diventare estremamente popolare.
Una popolarità dovuta anche all'ottimo rilancio di Green Lantern con il ritorno di Hal Jordan nel 2005 nei panni di Lanterna Verde, avvenuto nella la miniserie Green Lantern: Rebirth disegnata da Ethan Van Sciver. I due autori realizzano una miniserie in cui non solo ritorna uno degli eroi più popolari di sempre, ma torna anche il Corpo delle Lanterne Verdi, uno degli elementi più affascinanti della mitologia del personaggio, e ne riscrivono nel profondo dinamiche e psicologia soprattutto grazie all'acclamata saga Sinestro Corps War. Lanterna Verde diventa così uno dei personaggi più popolari dell'universo DC, e alla collana regolare disegnata da star come Carlos Pacheco, Ethan Van Sciver e Ivan Reis (e scritta sempre da Johns), si affianca anche quella di Green Lantern Corps; rilanciata prima con la miniserie Recharge, sempre scritta da Johns e disegnata da Patrick Gleason.
A questo punto della carriera Johns ottiene il via libera per realizzare uno dei progetti più ambiziosi degli anni duemila ovvero la realizzazione dell'Universe Wide-Crossover Crisi infinita del 2005, a vent'anni di distanza dalla Crisi sulle Terre Infinite ne realizza un sequel, seconda parte di quella che è destinata a diventare un'epica trilogia la cui terza parte ovvero Final Crisis viene realizzata da Grant Morrison. Lo scopo di Crisi Infinita è di riportare in vita il Multiverso DC oramai eliminato dai piani editoriali dal 1986 ma che l'autore sente come una delle più importanti caratteristiche storiche della DC. Si viene quindi a creare il secondo Multiverso destinato a divenire elemento portante della nuova continuty. Si creano nuovi personaggi ed altri di rilievo trovano la loro fine e vengono cambiati radicalmente. Si apre inoltre la possibilità dell'ennesimo rilancio della Justice League con una nuova serie regolare che esordisce nel 2006.
Contemporaneamente scrive anche una miniserie di quattro numeri all'interno della collana JSA Classified dedicata a Power Girl, disegnata da Amanda Conner.
Successivamente insieme a Mark Waid, Grant Morrison e Greg Rucka, scrive la serie settimanale 52, in cui gli autori si concentrano su alcuni dei personaggi minori dell'universo DC in un anno senza Superman, Batman e Wonder Woman.
Nel 2006 inizia il suo ciclo di storie su Superman. Prima con il ciclo di storie di One Year later in cui, insieme allo scrittore Kurt Busiek e al disegnatore Pete Woods, ci narra cosa è accaduto a Superman nell'anno successivo a Crisi infinita. Quindi si riunisce a Richard Donner sulla testata Action Comics, disegnata da Adam Kubert. Johns scrive anche gli archi di storie successivi con i disegni di Eric Powell (una storia su Bizzarro) e poi inizia il sodalizio artistico con Gary Frank, in due saghe in cui torna la Legione dei Super-Eroi originale e fa il suo ingresso un nuovo ed inquietante Brainiac.
Nello stesso anno viene rilanciata la JSA con una nuova serie intitolata Justice Society of America. Assieme al disegnatore Dale Eaglesham, Johns ci propone 26 episodi che proiettano la collana nella top 10 di vendite.
Su Green Lantern e Green Lantern Corps invece inizia il crossover Sinestro Corps, secondo tassello della trilogia di Johns su Lanterna Verde, in cui entra in scena la nemesi di Hal Jordan con un suo Corpo di Lanterne dagli anelli gialli e in cui vengono poste le basi per La notte più profonda.
Nell'agosto 2007 Johns, in collaborazione con lo scrittore Jeff Katz, rilancia la nuova serie di Booster Gold.
Nel 2008 scrive le miniserie Final Crisis: Rogue Revenge, in cui torna a collaborare con Scott Kolins, e Final Crisis Legion Of 3 Worlds, coadiuvato ai disegni da George Perez.
Tra il 2009 e il 2010 scrive La notte più profonda, coadiuvato ai disegni da Ivan Reis, crossover di grande successo di vendite, e la miniserie dedicata alla riscrittura delle origini di Superman, Superman: Secret Origins, in cui alla parte artistica troviamo Gary Frank e la miniserie Flash: Rebirth, disegnata da Ethan Van Sciver, in cui viene riportato in auge Barry Allen/Flash. Sceneggia anche un ciclo di sei numeri di Adventure Comics, con protagonista Superboy.
Nel corso del 2010 l'autore è impegnato ancora su Green Lantern, sulla nuova serie di Flash disegnata da Francis Manapul, sul nuovo settimanale DC Brightest Day e sulla serie di graphic novel Batman: Earth One. Il 18 febbraio dello stesso anno Johns è stato nominato Chief Creative Officer della DC Comics Entertainment.
Da maggio 2011, scrive la miniserie dell'evento DC Flashpoint, da lui scritta: da questo crossover l'Universo DC esce completamente formattato, in uno dei Reboot fumettistici di maggior successo della storia editoriale americana. Nel mese di settembre 2011, a seguito della conclusione di Flashpoint, la DC Comics istituisce un progetto chiamato The New 52, in cui la casa editrice annulla tutti i suoi titoli di supereroi, rilanciando 52 nuove serie con nuovi numero 1 e spazzando via la maggior parte della continuity. Johns, con Jim Lee alle matite, è l'artefice del rilancio, avviato con una nuova serie della Justice League. I contributi di Johns a The New 52 comprendono anche una nuova run di Shazam!, così come il rilancio di Aquaman e il mensile di Green Lantern.
Nel 2016, fu nominato presidente della DC Entertainment. Nel 2018, ha lasciato il ruolo al collega Jim Lee per firmare un contratto di scrittura e produzione film con Warner Bros. e DC stessa.

### Il ritorno al fumetto indipendente (dal 2021)
Dopo l'allontanamento dai ruoli manageriali alla DC in seguito all'insediamento della nuova presidente Pam Lifford dal 2018 e la conseguente radicale revisione dei ruoli all'interno della DC Entertainment, Johns si trova privato di cariche importanti quali direttore creativo, vice-presidente, Senior Editor a cui si aggiunge la sua minor partecipazione come sceneggiatore e supervisore dei film super eroistici della Warner Bros.. Il suo stesso progetto di creare un imprint DC denominato The Killing Zone sembra accantonato. Nel 2018 decide quindi di creare una sua piccola casa di produzione quale la Mad Ghost Productions all'interno della quale sviluppare progetti multimediali legati ai film, serie televisive, videogiochi e fumetti. Una branca della neonata compagnia prende il nome Mad Ghost Comics e diviene un imprint fumettistico le cui pubblicazioni sono supportate e distribuite dal più importante editore indipendente, ovvero la Image Comics. La prima opera, distribuita dal 7 aprile 2021, è la miniserie Geiger realizzata insieme a quello può essere considerato il più importante collaboratore/artista/co-creatore (e amico) Gary Frank. Il loro sodalizio inizia alla DC Comics sulla storica Action Comics e tra di loro nasce da subito una forte intesa che li porta a realizzare una revisione delle origini di Superman per gli anni duemila con il titolo Superman: Secret Origin. Segue la riscrittura delle origini di Batman all'interno dell'universo alternativo denominato Terra Uno (o Earth One) di cui sono usciti tre volumi. La loro opera più ambiziosa diviene però Doomsday Clock con la quale si mettono a confronto i personaggi del seminale Watchmen di Alan Moore con i super eroi dell'Universo DC. Da notare inoltre la loro riscrittura delle origini ed esordio del classico Capitan Marvel (ora divenuto Shazam!) acclamata dalla critica e dai lettori e che diviene dal 2011 la versione definitiva e canonica del personaggio all'interno del nuovo universo fumettistico DC.
La nuova serie Geiger gode di uno strepitoso successo con il primo albo esaurito in breve tempo e protagonista di diverse ristampe così come altri numeri della pubblicazione. Tale risultato porta all'indiscutibile sostegno della Image al progetto di Johns che prevede la pubblicazione di diversi spin-off legati al suo nuovo universo narrativo di cui rende nota una timeline ufficiale che si dipana dal 1775 al 2050, il nome di questo nuovo mondo fumettistico è The Unnamed. Per il novembre 2022 viene distribuito un albo unico di 80 pagine che inizia a stimolare i lettori sugli sviluppi futuri della nuova ambiziosa opera. Il titolo è Geiger 80-page Giant dove sono presenti nuovi alleati e nemici di Geiger. La storia principale vede come protagonista Redcoat, personaggio creato da Johns con Bryan Hitch e il cui destino è strettamente legato alla Rivoluzione Americana e alla  Guerra Sconosciuta. Altre short-stories realizzate da alcuni dei migliori sceneggiatori e disegnatori contemporanei si focalizzano sui Signori della Guerra di Las Vegas. L'albo si conclude con una preview della nuova serie Junkyard Joe, creata e realizzata dal duo Johns-Frank.

### Televisione e cinema
Insieme a David Goyer, Johns ha sceneggiato l'episodio pilota della serie TV Blade, trasmessa nell'estate del 2006 negli USA da Spike TV. In seguito ha scritto ancora un episodio della serie, facendo parte dello staff di sceneggiatori durante il periodo della sua messa in onda. Nell'autunno dello stesso anno collabora con Matthew Senreich, produttore esecutivo di Robot Chicken, per scrivere la sceneggiatura del film d'animazione Naughty or Nice prodotto dalla Dimension Films. Johns e Senreich sono anche indicati come registi del film, a cui l'attore e produttore Seth Green prende parte fornendo una delle voci principali e la direzione del doppiaggio. Ha inoltre lavorato come co-produttore per il film Lanterna Verde, diretto da Martin Campbell e interpretato da Ryan Reynolds.
Ha scritto episodi per Smallville, Arrow e The Flash, di cui è anche co-creatore e co-produttore esecutivo. È inoltre responsabile, insieme a Jon Berg, della DC Film, divisione che si occupa dello sviluppo dei film collegati al DC Extended Universe. Di questo filone, ha co-scritto i soggetti di Wonder Woman e di Aquaman. Insieme a Ben Affleck, scrisse la prima bozza di sceneggiatura del film incentrato su Batman ma, dopo che Affleck si ritirò dal ruolo e dalla regia dello stesso, lo studio assunse Matt Reeves, che decise di scartare la loro stesura per scriverne una differente.
Johns è anche l'autore principale di DC Universe Online, MMORPG (massive multiplayer online Role Playing Game) di straordinario successo, e della trama del videogioco Batman: Arkham Origins, prequel della fortunata serie videoludica Batman: Arkham.
Per quanto riguarda le serie animate ha scritto un episodio di Justice League Unlimited (Ancient History) con protagonista Hawkman.

## Premi e riconoscimenti
Nel dicembre 2005 la rivista specializzata Wizard ha eletto Johns "Man of the Year" per la sua opera di scrittore e il lavoro di supervisione editoriale in Crisi infinita, pubblicato dalla DC. Johns ha vinto ancora il Wizard Award come miglior scrittore nel 2005, 2006, 2007 e 2008.
Nel 2009 ha vinto il premio come miglior scrittore di comics agli Spike Awards.
Nel marzo 2010 ha vinto i premi di "Miglior momento dell'anno", "Miglior evento dell'anno" e "Migliore creatore dell'anno" agli Autopsy Awards.